# Ribeaucourt (Somme)
Ribeaucourt (picardisch: Ribieucourt) ist eine nordfranzösische Gemeinde mit 226 Einwohnern (Stand 1. Januar 2022) im Département Somme in der Region Hauts-de-France. Die Gemeinde liegt im Arrondissement Amiens und gehört zum Kanton Flixecourt.

## Geographie
Die Gemeinde liegt rund 5,5 Kilometer nördlich von Domart-en-Ponthieu und 4,5 Kilometer westlich von Bernaville. Das Schloss liegt im Nordwesten der Gemeinde an einem Alleenkreuz. Der von sternförmig angelegten Schneisen durchzogene Bois de Ribeaucourt liegt nur teilweise auf Gemeindegebiet. Zu Ribeaucourt gehört der Weiler Barlette im Süden.

## Toponymie und Geschichte
Der Ortsname leitet sich von dem Personennamen Erembold(us) ab. Die Herren von Ribeaucourt waren Vasallen der Abtei Saint-Riquier (Centula, Centulum). 
Während des Zweiten Weltkriegs errichtete die deutsche Wehrmacht im Bois de Ribeaucourt Raketenabschussrampen. Im Sommer 1944 wurde der Ort bei amerikanischen Luftangriffen beschädigt.

## Einwohner
| 1962 | 1968 | 1975 | 1982 | 1990 | 1999 | 2006 | 2011 |
| ---- | ---- | ---- | ---- | ---- | ---- | ---- | ---- |
| 206  | 206  | 208  | 178  | 209  | 185  | 170  | 241  |

## Verwaltung
Bürgermeister (maire) ist seit 2001 Gilles Sené.

## Sehenswürdigkeiten

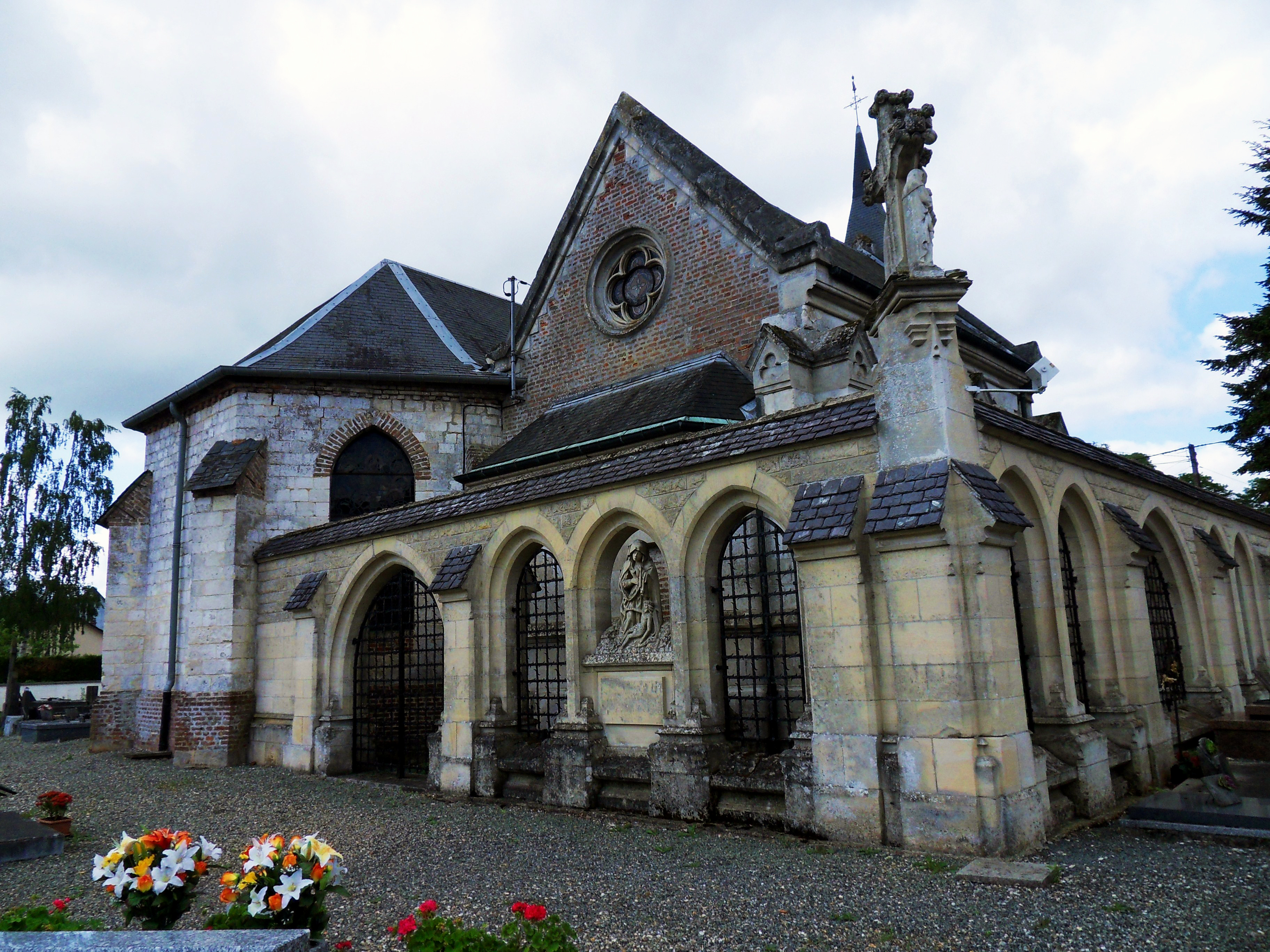
Kirche Saint-Sulpice

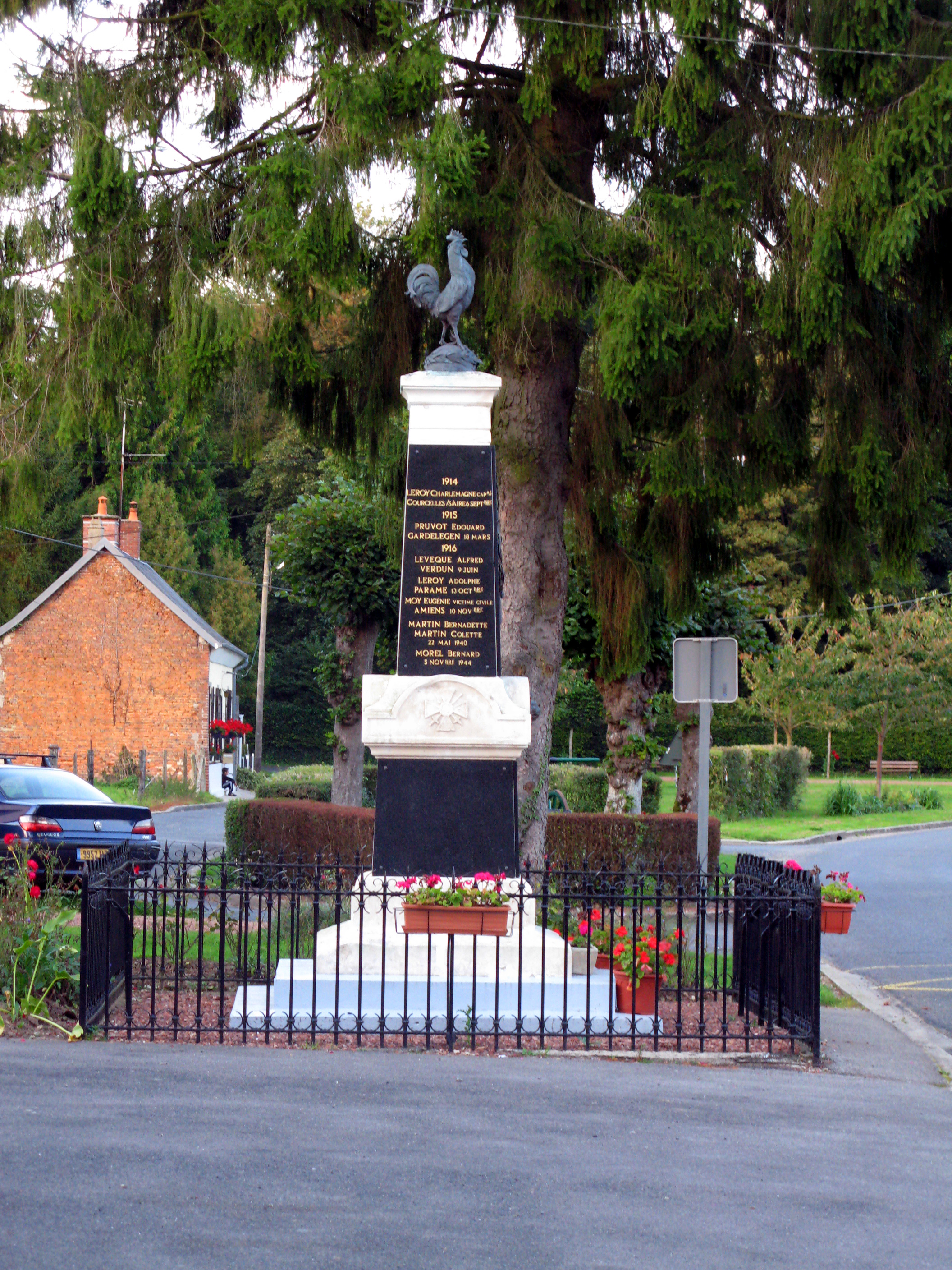
Kriegerdenkmal

- Schloss aus dem 17. Jahrhundert, seit 1984 teilweise als Monument historique eingetragen (Base Mérimée PA00116229)
- Kirche Saint-Sulpice
- Kriegerdenkmal

## Persönlichkeiten
- Gérard de Berny (1880 bis 1957), Politiker und Senator, Schlossbesitzer in Ribeaucourt, im Jahr 1928 Bürgermeister von Ribeaucourt.